# Khỉ nhện lông mượt
Khỉ nhện lông mượt, danh pháp hai phần là Brachyteles arachnoides, là một loài động vật có vú trong họ Atelidae, bộ Linh trưởng. Loài này được É. Geoffroy mô tả năm 1806.

## Hình ảnh

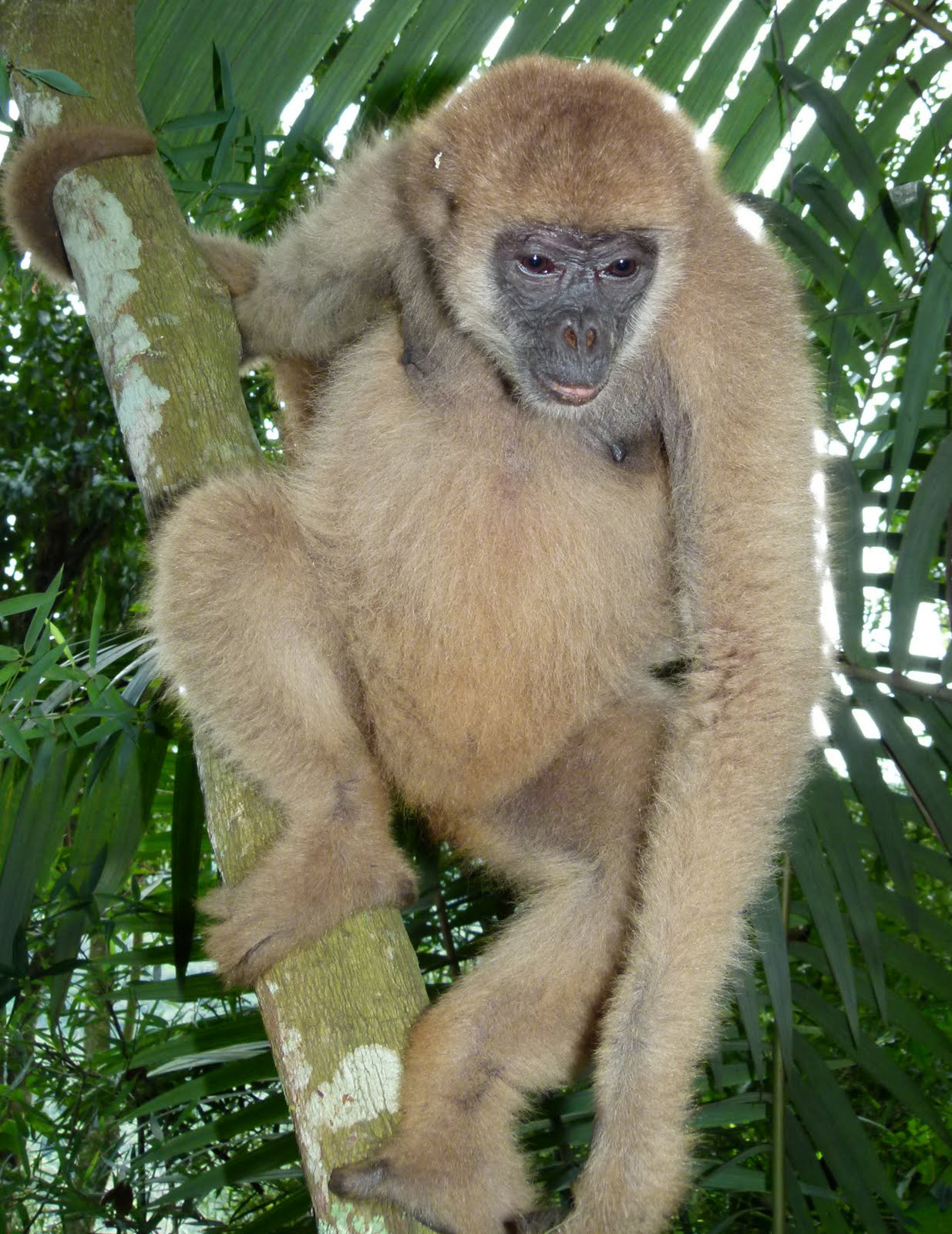
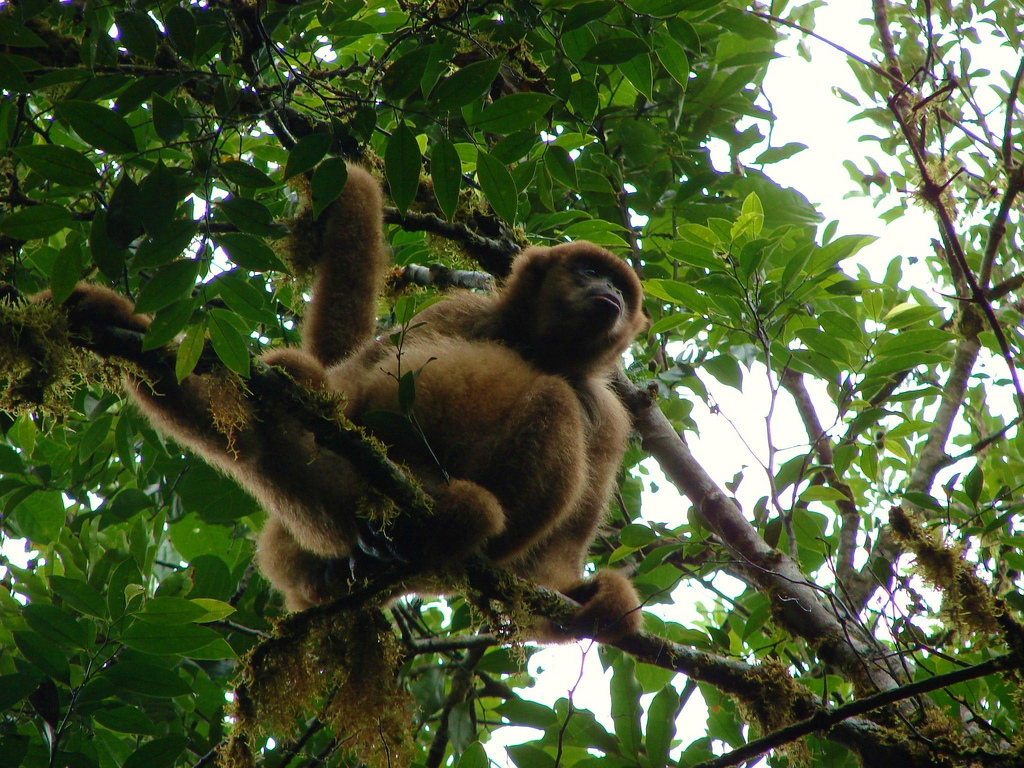